# Solidaritätsprinzip
Das Solidaritätsprinzip beschreibt die Solidarität als grundlegendes Prinzip der Sozialversicherung. Dies bedeutet, dass ein Bürger nicht allein für sich verantwortlich ist, sondern sich die Mitglieder einer definierten Solidargemeinschaft gegenseitig Hilfe und Unterstützung gewähren. Das Solidaritätsprinzip, auch Solidarprinzip, ist die strukturelle Basis der gesetzlichen Krankenversicherung (GKV). Es stellt dabei das wichtigste und zentrale Prinzip der sozialen Sicherung im Krankheitsfall dar, in dem die zu versichernden Erkrankungsrisiken von allen Versicherten gemeinsam getragen werden.

## Das Solidaritätsprinzip in der GKV
Die Beitragsbemessung für den Krankenversicherungsschutz orientiert sich prinzipiell an der individuellen finanziellen Leistungsfähigkeit (Leistungsfähigkeitsprinzip) der Versicherten. Die Beitragshöhe ist allein vom persönlichen Einkommen abhängig und richtet sich nicht nach dem persönlichen Krankheitsrisiko, wie zum Beispiel Alter, Geschlecht oder Gesundheitsstatus.
Der Leistungsanspruch wiederum richtet sich allein nach dem Maß der individuellen Bedürftigkeit, entsprechend prinzipiell gleichen Kriterien (Bedarfsprinzip), alle Versicherten sind in gleichem Umfang abgesichert, unabhängig von dem gezahlten Beitrag. Auch die Dauer der Zugehörigkeit und die fehlende Inanspruchnahme von Leistungen über längere Zeit führen nicht zu einer Leistungsberechtigung im Sinne eines Ansparens von Leistungen.

## Solidarausgleichsformen
Durch die Orientierung der Beitragsbemessung an der individuellen Leistungskraft einerseits und durch die Leistungsgewährung am individuellen Bedarf andererseits findet ein solidarischer Ausgleich statt. Dies bedeutet erhebliche Umverteilungen zwischen den Versichertengruppen. Dabei erfolgt die Verwirklichung des Solidarprinzips innerhalb der gesetzlichen Krankenversicherung nicht durch direkte und unmittelbare Hilfeleistungen zwischen einzelnen Personen, sondern als interpersonale Umverteilung der Ausgaben für Krankenversorgung und unterstützende Geldleistungen.
In der GKV kommt es dabei zu verschiedenen Formen der Umverteilung und des Solidarausgleichs:
Schadensausgleich
Unter Schadensausgleich wird der Solidarausgleich zwischen Gesunden und Kranken verstanden, sowohl grundlegend als auch rein versicherungstechnisch. Er bedarf einer ausreichend großen Zahl von Beitragszahlern, um die Behandlung relativ weniger Kranker zu finanzieren durch die Einzahlung relativ vieler Gesunder mit relativ wenigen in Anspruch genommenen Leistungen.
Sozialer Ausgleich
Der soziale Ausgleich bezieht sich auf die Umverteilung zwischen höherem und niedrigerem Einkommen. Mit der weitgehend lohnproportionalen Beitragsfinanzierung nimmt die GKV eine Sonderstellung unter den Sozialversicherungen ein.
Risikoausgleich
Beim Risikoausgleich stehen die Mitglieder mit einem niedrigen Erkrankungsrisiko solidarisch für die Versicherten mit höherem Erkrankungsrisiko ein. Dies ergibt sich aus der Beitragsbemessung allein am Erwerbseinkommen unter Absehung von den statistischen Risiken der Versicherten.
Über diese drei zentralen Solidarausgleichsformen hinaus wird auch über einen Familienlastausgleich – durch die beitragsfreie Familienversicherung – und einen Generationsausgleich gesprochen. Jedoch sind diese beiden Ausgleichsformen im Grunde eine Ausprägung oder Erscheinungsform der anderen genannten Solidarausgleiche und treten nicht als eigenständige Solidarausgleiche neben diese. Zum einen ergibt sich aus der Kopplung der Beitragspflicht an die Erwerbstätigkeit, dass für Ehepartner ohne eigenes Arbeitseinkommen und Kinder auch kein Beitrag zu erheben ist. Zum anderen gibt es kein leistungsauslösendes Merkmal „Alter“ in der GKV, die unterschiedlichen Gesundheitsrisiken werden durch den Risikoausgleich kompensiert, und es gibt auch alte Nettozahler, die für junge Kranke mit zahlen, weswegen ein Generationsausgleich nicht als eigenständig angesehen werden kann.

## Umfang des Solidaritätsprinzips
Die bedarfsgerechte Versorgung aller Versicherten ist gesetzlich verankert in § 1 SGB V, welcher besagt, dass es die Aufgabe der GKV ist, die Gesundheit der Versicherten zu erhalten, wiederherzustellen oder ihren Gesundheitszustand zu bessern. Der Umfang des Rechtsanspruchs auf medizinische Leistungen wird im SGB V festgelegt.
Das Solidaritätsprinzip wird zum einen durch das Wirtschaftlichkeitsgebot und Bedarfsdeckungsprinzip in § 12 SGB V und § 71 SGB V begrenzt, welche unmittelbar aufeinander bezogen sind. Darin heißt es, dass die Leistungen ausreichend, zweckmäßig und wirtschaftlich sein müssen, das Maß des Notwendigen jedoch nicht überschreiten dürfen. Die Leistungserbringer und Krankenkassen haben dabei eine bedarfsgerechte und gleichmäßige, dem allgemein anerkannten Stand der medizinischen Erkenntnisse entsprechende Versorgung der Versicherten zu gewährleisten.
Zum anderen sollten soziale Solidarität und Unterstützung nicht die Eigenverantwortung und Selbsthilfe vollständig ersetzen, aus welchem Grund dem Solidaritätsprinzip das Subsidiaritätsprinzip zur Seite gestellt ist. Dieses besagt, dass Krankheitskosten bis zu einem bestimmten Maß individuell getragen werden können und die größere Solidargemeinschaft erst eintritt, wenn das Individuum oder die kleinere Gemeinschaft überfordert ist. Das Subsidiaritätsprinzip findet sich unter anderem wieder in Zuzahlungen etwa für Arznei-, Heil- und Hilfsmittel, Zahnbehandlung, Zahnersatz oder Krankenhausbehandlung.
Im Unterschied zur Privatversicherung besteht Versicherungs- und Beitragspflicht kraft Gesetzes (also öffentliches Recht); dies ist nicht zu verwechseln mit dem Kontrahierungszwang aus dem Privatrecht, denn es kommt in der gesetzlichen Sozialversicherung nicht zu einem Vertragsverhältnis. Daher rührt auch der unterschiedliche Rechtsweg: Zuständig ist nicht die Zivilgerichtsbarkeit, sondern die Sozialgerichtsbarkeit. Grundsätzlich sind nach § 5 SGB V Arbeiter, Angestellte und zur Berufsausbildung Beschäftigte zur Teilnahme an der Solidargemeinschaft verpflichtet. Von den Auswirkungen des Solidarprinzips können sich die Beschäftigten mit einem Einkommen oberhalb der Versicherungspflichtgrenze, Selbstständige sowie Beamte und damit knapp 12 % der Bevölkerung ausnehmen. Ihnen steht die gemeinwirtschaftlich organisierte Privatversicherung offen.

## Solidaritätsprinzip vs. Äquivalenzprinzip
Dem Solidarprinzip der GKV steht aufseiten der privaten Krankenversicherung (PKV) das Äquivalenzprinzip gegenüber. Äquivalent heißt es, weil die Höhe des Beitrags vom individuellen Risiko und dem gewünschten Leistungsspektrum abhängt.
Unterschiedliche Wahlleistungen gibt es zum Beispiel beim Krankenhausaufenthalt, beim Zahnersatz, bei der Erstattung von Heilpraktikerkosten, beim Krankentagegeld und beim Krankenhaustagegeld. Darüber hinaus bestimmt eine Risikoprüfung die Höhe der Beiträge, dazu gehören Faktoren wie das Eintrittsalter, der Gesundheitszustand bei Eintritt (Vorerkrankungen) und die Höhe des vereinbarten Selbstbehaltes.
Es gibt hierbei den rein versicherungstechnischen Ausgleich zwischen Kranken und Gesunden. Der Risikoausgleich wird größtenteils über die Risikoprüfung abgefangen, einen sozialen Ausgleich zwischen verschiedenen Einkommensgruppen gibt es nicht. Während beim Solidarsystem jeder solidarisch einen Beitrag zahlt, versichert sich innerhalb der PKV jeder gegen sein eigenes Risiko.

## Solidaritätsprinzip in weiteren Bereichen der Sozialversicherung
Das Solidarprinzip ist auch in den anderen Sozialversicherungen in Deutschland zu finden, in welcher die Versicherten eine Solidargemeinschaft bilden. Allgemein helfen mit ihren Beiträgen zur Krankenversicherung die Gesunden den Kranken, in der Pflegeversicherung den Pflegebedürftigen, in der Rentenversicherung unterstützen die Jungen die Alten (siehe Generationenvertrag), und in der Arbeitslosenversicherung zahlen die Arbeitnehmer für die Arbeitslosen. Jedoch ist das Solidarprinzip nicht so umfassend wie in der GKV mit der einkommensunabhängigen Solidarität, da z. B. sowohl die Renten- als auch die Arbeitslosenversicherung an die zuvor eingezahlten Beträge gekoppelt sind.
In der Rentenversicherung – mit Ausnahme der Alterssicherung der Landwirte – ist die Höhe der Leistungen abhängig von der Höhe und der Anzahl der Beiträge. In der Alterssicherung der Landwirte wird ein Einheitsbeitrag, der ggf. durch Zuschüsse gesenkt werden kann, entrichtet.
In der Unfallversicherung wird, im Gegensatz zur GKV, der Risikoausgleich in die Berechnung des Beitrages eingeschlossen. Auch bildet die gesetzliche Unfallversicherung eine Ausnahme dadurch, dass kraft Gesetzes die dem Grunde nach vorliegende Haftungspflicht der Unternehmer (Arbeitgeber) gegenüber ihren Arbeitnehmern bei Arbeitsunfällen von der Unfallversicherung abgelöst wird. Dafür haben die Unternehmer (nicht die Arbeitnehmer) entsprechende Beiträge an ihre Solidargemeinschaft – nämlich die der Unternehmer der verschiedenen Branchen – zu zahlen. Daher stammt auch die häufige Bezeichnung der Unfallversicherungsträger als „Berufsgenossenschaften“.
Eine grundsätzliche Ausnahme von dem Solidarprinzip, dass jedem Versicherten die gleichen Leistungen zustehen, sind die Leistungen, die eine Lohnersatzfunktion haben, wie Krankengeld, Unterhaltsgeld, Übergangsgeld, Arbeitslosengeld u. a. Diese Entgeltersatzleistungen bemessen sich anhand der Höhe des beitragspflichtigen Arbeitsentgelts.

## Probleme und Grenzen des Solidaritätsprinzips
Beitragsrückerstattungen für nicht in Anspruch genommene Leistungen weisen die Tendenz auf, unterschiedliche Beiträge nach dem individuellen Risiko zu ergeben und somit zu einer risikoäquivalenten Differenzierung ähnlich der PKV zu führen. Durch Leistungsausgrenzungen und Zuzahlungen werden Kranke, insbesondere chronisch Kranke, überproportional mit Kosten belastet, und dem Solidarprinzip innewohnende Umverteilungsmechanismen werden geschwächt. Ein Anwachsen von „Individuellen Gesundheitsleistungen“, die der Patient bei Inanspruchnahme direkt an den Arzt bezahlt, eine Spaltung des Leistungskatalogs in Grund- und Wahlleistungen oder eine Einführung von Sondertarifen würden drohen, das Solidarprinzip weiter auszuhöhlen.
Die Beitragsbemessungsgrenze stellt eine weitere Verletzung des Solidarprinzips dar. Sie bewirkt ein Einfrieren der Beiträge ab einer bestimmten Beitragshöhe, sodass die Besserverdiener oberhalb der Beitragsbemessungsgrenze einen prozentual geringeren Anteil ihres Einkommens an die Krankenversicherung abführen als weniger gut Verdienende. Sie zahlen somit zwar nominell überdurchschnittlich hohe Beiträge, in Relation zu ihrer Leistungsfähigkeit aber einen eher geringeren Beitrag, was einen Bruch mit dem Leistungsfähigkeitsprinzip der GKV bedeutet.
Dem steht für Geringverdiener auch eine Untergrenze bei der Beitragsbemessung gegenüber: Freiwillig Versicherte müssen Beiträge mindestens nach einem fiktiven Einkommen in Höhe von einem Drittel der monatlichen Bezugsgröße entrichten (2015: 945 Euro); sind sie hauptberuflich selbständig, sogar nach fiktiven Mindesteinkünften in Höhe von drei Viertel der monatlichen Bezugsgröße (2015: 2.126,25 Euro) (§ 240 Abs. 4 SGB V). Bei Geringverdienern führt das zu einer weit überproportionalen Beitragsbelastung. Betroffen sind neben kleinen Gewerbetreibenden auch Studenten, die nach Vollendung des 30. Lebensjahres oder des 14. Semesters aus der studentischen Krankenversicherung herausfallen, ferner Arbeitslose, die (z. B. wegen vorhandener Ersparnisse oder anderer Einkünfte (etwa Mieteinnahmen)) keinen Anspruch auf Arbeitslosengeld II haben, sowie Hausfrauen und -männer, die in einer nichtehelichen Lebensgemeinschaft leben und daher nicht bei ihrem Partner mitversichert sind, andererseits aber trotz fehlenden Einkommens keinen Anspruch auf Arbeitslosengeld II haben, weil ihr Partner (mit dem sie eine Bedarfsgemeinschaft bilden) zu viel verdient.